# Bryan Reynolds (beisbolista)
Bryan Reynolds (Baltimore, Maryland, 27 de enero de 1995) es un jugador profesional estadounidense de béisbol que se desempeña en la posición de jardinero izquierdo en Pittsburgh Pirates, equipo de las Grandes Ligas de Béisbol (MLB).

## Carrera
Fue seleccionado en la segunda ronda en el Draft de la MLB de 2016. En 2019 hizo su debut profesional con el equipo Pittsburgh Pirates, donde lleva jugando seis temporadas.